# Baia di Van Phong
La baia di Van Phong (Vịnh Vân Phong in vietnamita, Port Dayot durante il periodo coloniale francese) è una baia della costa centro-meridionale del Vietnam, nella provincia di Khanh Hoa. La baia è separata dal mare da alcuni isolotti e dalla lunga duna che unisce alcuni di questi alla terraferma.